# إليسا شلوت
إليسا شلوت (مواليد 7 فبراير 1994) هي ممثلة ألمانية، شاركت في مسلسل تاتأورت (2014) والإمبراطورة (2022).

## وصلات خارجية
- إليسا شلوت على موقع IMDb (الإنجليزية)
- إليسا شلوت على موقع مونزينجر (الألمانية)
- إليسا شلوت على موقع ألو سيني (الفرنسية)
- إليسا شلوت على موقع أول موفي (الإنجليزية)
- إليسا شلوت على موقع قاعدة بيانات الفيلم (الإنجليزية)
- إليسا شلوت على موقع كينوبويسك (الروسية)